# 應景戲
應景戲，配合各種特殊場合（如：節慶、祝壽）所演出的戲劇。

## 祝壽
- 《打金枝》

## 過年
- 《富貴吉祥》
- 《七仙女賀新春》
- 《鼠年鼠來寶》（鼠年）
- 《鬥牛記》（牛年）
- 《再現豬元帥》（豬年）

## 端午節
- 《白蛇傳》